# Ellen Gould White
Ellen Gould White nata Harmon (Gorham, 26 novembre 1827 – St. Helena, 16 luglio 1915) è stata una religiosa e predicatrice statunitense.
Fu una dei leader e profetessa della Chiesa cristiana avventista del settimo giorno sviluppatasi in Battle Creek (Michigan), (U.S.A.), il 21 maggio 1863, come evoluzione dell'Avventismo millerita, e nel 1925 anche degli avventisti del settimo giorno del movimento di riforma. Ellen Gould Harmon, giovanissima, sposò James Springer White, noto anche come l'anziano White, che insieme a lei è stato cofondatore della Chiesa cristiana avventista del settimo giorno. In seguito, Ellen adottò il cognome del marito diventando così Ellen Gould White.
Ellen White è stata un'autrice cristiana molto prolifica: pubblicò più di 5.000 articoli in periodici religiosi e 46 libri. Considerando anche le compilazioni pubblicate a partire dalle 50.000 pagine di suoi manoscritti, sono disponibili in inglese più di 100 titoli provenienti dalla sua sterminata produzione letteraria. Ellen White ha scritto principalmente di teologia, evangelizzazione, stile di vita cristiano, educazione e salute. Ha sempre sostenuto il vegetarianismo e ha promosso la nascita di scuole e ospedali che si ispirassero quanto più fedelmente possibile ai principi cristiani.
La collana denominata Il Gran Conflitto, dal titolo del libro più letto e rappresentativo del suo pensiero sul conflitto tra il Bene e il Male nell'universo, cerca di fare chiarezza sul pensiero della White riguardo all'intervento di Dio nella storia biblica e del suo popolo. I suoi sostenitori credono che abbia ricevuto il dono spirituale della profezia come rivelato nel capitolo 19 di Apocalisse di Giovanni, ultimo libro della Bibbia.
Ha scritto 46 libri per un totale di circa venticinque milioni di parole, e i suoi scritti sono tenuti in alta considerazione sia dalla Chiesa cristiana avventista del settimo giorno che dagli Avventisti del settimo giorno del movimento di Riforma. Gli Avventisti del settimo giorno tengono in grande considerazione Ellen Gould White, ritenendo che essa abbia ricevuto il dono della Profezia secondo l'Apocalisse 19:10. In quanto scrittrice cristiana del XIX secolo e inizi del Novecento, Ellen White è descritta da Randall Balmer, come una delle figure più importanti e colorate della storia della religione statunitense.

## I primi anni
Ellen Gould Harmon e sua sorella gemella Elizabeth nacquero da Robert ed Eunice Harmon il 26 novembre 1827 a Gorham, Maine, (Stati Uniti d'America), ultime di otto figli. Il padre sosteneva la famiglia confezionando e vendendo cappelli. Pochi anni più tardi Ellen si trasferì in un'altra città del Maine, Portland, dove all'età di nove anni fu colpita da un incidente molto grave che mise a repentaglio la sua vita: una coetanea le lanciò un sasso in pieno viso procurandole ferite che la costrinsero a letto per diverse settimane. Sopravvisse, ma l'incidente le avrebbe lasciato poca salute tanto da non poter proseguire la scuola. La salute precaria l'avrebbe afflitta per buona parte della vita.
Questo importante episodio non le impedì comunque di formarsi e di apprendere. In particolare sin da giovanissima Ellen rivelò un particolare interesse per i temi religiosi. All'età di otto anni era rimasta traumatizzata da un ritaglio di giornale in cui lesse che Gesù sarebbe ritornato entro pochi anni. Questi sentimenti si intensificarono nei primi mesi del 1840, quando udì per la prima volta la predicazione del battista William Miller. Ellen fu particolarmente colpita dal messaggio di questo predicatore che affermava che Gesù sarebbe ritornato sulla Terra nel 1843. Al timore per il ritorno di Gesù si aggiungeva il terrore di Ellen al solo pensiero dell'Inferno.
I dubbi e le paure si iniziarono a dissipare nell'estate del 1841, quando partecipò al raduno della Chiesa Metodista di Buxton, nel Maine. Le conferenze a cui assistette, la convinsero che Dio non corrispondeva alla figura tiranna e vendicatrice a cui era abituata, ma era pronto ad accettare e accogliere il peccatore. Il raduno fu molto importante perché Ellen al ritorno diventò membro della Chiesa Metodista attraverso il battesimo per immersione, ma dalla quale in seguito fu espulsa perché aveva accolto il messaggio millerita. A partire dal 1844 riferì di avere avuto numerose visioni.
Tra i suoi scritti in campo religioso e spirituale La speranza dell'uomo (The Desire of Ages, 1898), il libro di Ellen sulla vita, la figura, la personalità e l'opera di Gesù più tradotto e diffuso nel mondo; La via migliore (Steps to Christ, 1892), Messaggi ai giovani (Messages to Young People) e Il gran conflitto tra Cristo e Satana (The Great Controversy between Christ and Satan, 1888).